# Чупрій Марія Олегівна

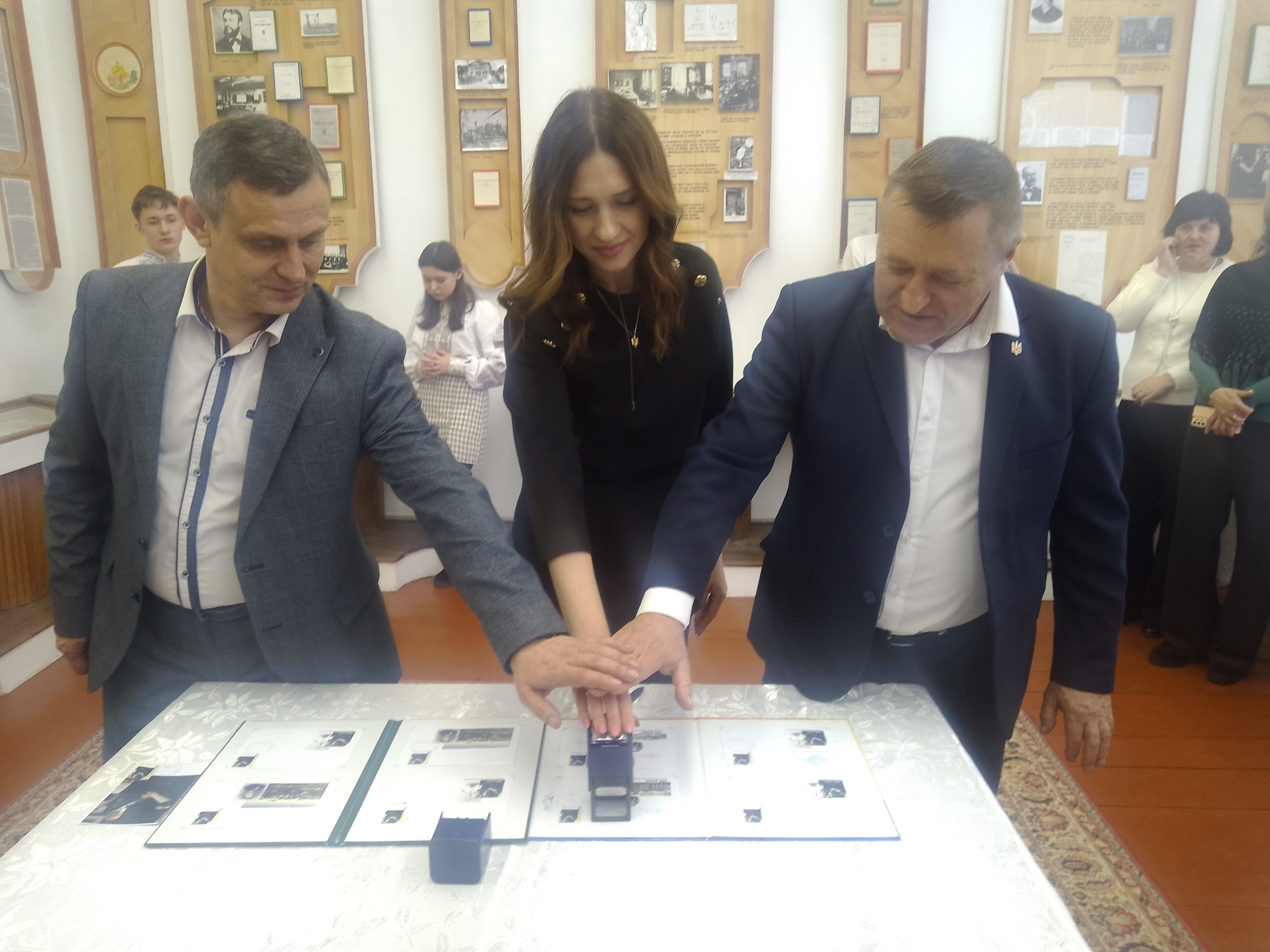
Спецпогашення власної марки і клубних конвертів до 180-ї річниці від дня народження Івана Пулюя.

Марія Олегівна Чупрі́й (нар. 25 серпня 1990, с. Вікно, Україна) — українська юристка, урядниця, громадсько-політична діячка. Голова Чортківської районної ради (з 8 грудня 2020).

## Життєпис
Марія Чупрій народилася 25 серпня 1990 року у селі Вікно Гусятинського району Тернопільської области України.
Закінчила Львівський національний університет імені Івана Франка (спеціальність — правознавство). Працювала консультанткою державного нотаріуса у Копичинецькій державній нотаріальній конторі; від спеціаліста-юриста до начальника відділу правового забезпечення Копичинецької міської ради.
З 8 грудня 2020 року — голова Чортківської районної ради.
Проживає в селищі Гусятин.